# Natalia Ginzburg

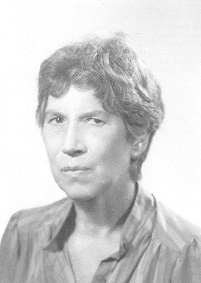
Natalia Ginzburg (1983)

Natalia Ginzburg (* 14. Juli 1916 in Palermo; † 7. Oktober 1991 in Rom) war eine der bedeutendsten Schriftstellerinnen der italienischen Literatur des 20. Jahrhunderts.

## Leben und Werk
Die 1916 als Natalia Levi geborene Schriftstellerin entstammte einer jüdischen Familie aus Triest. Ihr Vater, der anerkannte Arzt und Professor Giuseppe Levi, und ihre drei Brüder wurden wegen ihres antifaschistischen Widerstandes angeklagt und kamen zeitweise ins Gefängnis.
Ihre Kindheit und Jugend verbrachte sie in Turin, während sie schon bald im Schreiben von Erzählungen Trost fand. 1933 erschien ihre erste Erzählung I bambini in der Zeitschrift Solaria. 1938 heiratete sie Leone Ginzburg, einen Dozenten für russische Literatur. In denselben Jahren trat sie mit den wichtigsten Vertretern des Turiner Widerstandes in Kontakt, vor allem mit den Intellektuellen des Verlags Einaudi (Cesare Pavese u. a.), bei dem ihr Mann seit 1933 als Mitarbeiter tätig war. Aus der Ehe von Natalia und Leone Ginzburg stammt der Historiker Carlo Ginzburg.

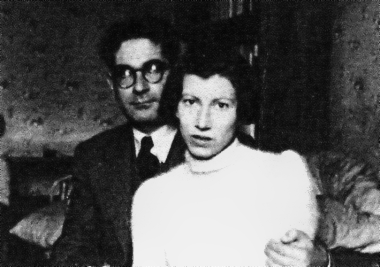
Natalia und Leone Ginzburg

1940 folgte sie ihrem Mann in die Verbannung in ein Dorf in den Abruzzen, wo sie aus Gründen der politischen und rassischen Verfolgung bis 1943 bleiben mussten. Unter dem Pseudonym Alessandra Tornimparte schrieb und veröffentlichte sie 1942 ihren ersten Roman La strada che va in città, der 1945 unter ihrem Autorennamen neu herauskam.
Nach der Ermordung Leone Ginzburgs durch die Gestapo im römischen Gefängnis Regina Coeli kehrte sie im Februar 1944 nach Turin zurück und begann nach dem Kriegsende, ab 1945, ihre Mitarbeit beim Einaudi-Verlag. 1947 erschien ihr zweiter Roman È stato così, der den Literaturpreis „Tempo“ gewann. 1950 heiratete sie Gabriele Baldini, einen Dozenten für englische Literatur und Leiter des Italienischen Kulturinstitutes in London.
Mit dem Roman Tutti i nostri ieri begann 1952 die produktivste Phase ihres literarischen Schaffens, das sich vorwiegend mit der menschlichen Erinnerung und der psychologischen Beobachtung befasste. Der Roman wurde mit dem Premio Veillon ausgezeichnet. 1957 veröffentlichte sie Valentino, eine Sammlung langer Erzählungen, die den Premio Viareggio gewann, sowie den Roman Sagittario. Im Jahr 1959 übersiedelte sie nach London, wo sie zwei Jahre lang mit ihrem Ehemann lebte. 1961 erschien Le voci della sera; und 1964 kamen alle bis dahin entstandenen Romane im Sammelband Cinque romanzi brevi heraus. Eine Essaysammlung, Le piccole virtù, wurde 1962 veröffentlicht; und mit Lessico famigliare gewann sie 1963 unter breiter Zustimmung der Kritik und des Publikums den Premio Strega.
Nach dem Tod ihres zweiten Mannes 1969 widmete sich Ginzburg verstärkt dem Schreiben: In den siebziger Jahren erschienen die Erzählbände Mai devi domandarmi (1970) und Vita immaginaria (1974). Sie übersetzte A la recherche du temps perdu von Marcel Proust und vertiefte nun das Motiv des familiären Mikrokosmos in dem Roman Caro Michele (1973), der Erzählung Famiglia (1977), dem Briefroman La città e la casa (1984) und – aus einer essayistischen Perspektive – in La famiglia Manzoni (1983). Darüber hinaus schrieb sie auch Dramen: Ti ho sposato per allegria (1966), L’inserzione (1968) und Paese di mare (1972). Ihre Texte behandeln das Thema Einsamkeit und die Unfähigkeit der Menschen, miteinander zu kommunizieren.
1983 und 1987 wurde sie als unabhängige Kandidatin auf der Liste der Kommunistischen Partei Italiens (PCI) ins italienische Parlament gewählt, wo sie sich der Fraktion Sinistra Indipendente anschloss. 1991 wurde sie in die American Academy of Arts and Sciences gewählt.
Natalia Ginzburg starb 1991 im Alter von 75 Jahren in Rom und fand ihre letzte Ruhestätte auf dem Campo Verano.

## Werke (Auswahl)
- La strada che va in città (1942; Die Straße in die Stadt 1997)
- È stato così (1947; So ist es gewesen 1992)
- Tutti i nostri ieri (1952; All unsre Gestern 1969)
- Valentino (Erzählungen, 1957; dt. 1960)
- Sagittario (1957; Schütze 1994)
- Le voci della sera (Roman, 1961; Die Stimmen des Abends 1964)
- Le piccole virtù (1962; Die kleinen Tugenden 2016)
- Lessico famigliare (autobiographisches Werk, 1963; Mein Familien-Lexikon 1965)
- L'inserzione (Drama, 1968)
- Mai devi domandarmi (Essays, 1970; Nie sollst du mich befragen 1991)
- Caro Michele (Roman, 1973; dt. 1974)
- Vita immaginaria (1974; Das imaginäre Leben 1995)
- La famiglia Manzoni (1983; Die Familie Manzoni 1988)
- La città e la casa (1984; Die Stadt und das Haus 1986)

## Musikalische Rezeption
Das Album The Ginzburg Geography der Band Charming Hostess beschreibt das Leben und die Arbeit von Natalia und Leone Ginzburg.